# Adoretus rufulus
Adoretus rufulus är en skalbaggsart som beskrevs av Leon Fairmaire 1897. Adoretus rufulus ingår i släktet Adoretus och familjen Rutelidae. Inga underarter finns listade i Catalogue of Life.